# Tarnfarbe

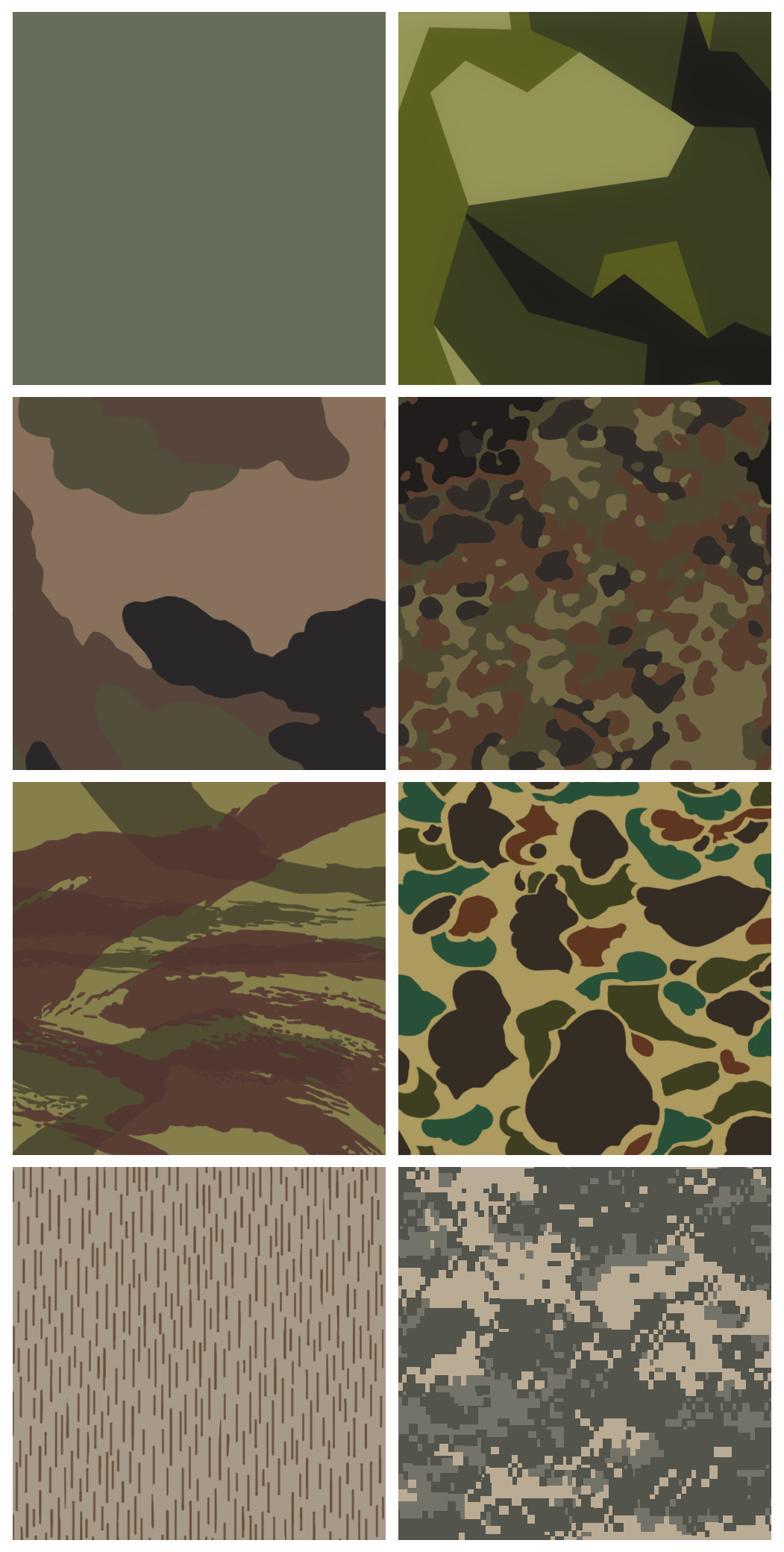
Tarnende Farben und Muster

Als Tarnfarbe wird eine spezielle Farbe eines Lebewesens oder eines Objekts bezeichnet, welche im Bereich des sichtbaren Lichtes die Wahrnehmung durch einen Betrachter verringern soll.
Tarnfarben müssen nicht immer eine Deckungsgleichheit mit der Umgebung erreichen, sondern sie sollen einen spezifischen Effekt auf den Betrachter haben. Beispielhaft sind hier die Streifen des Zebra aufzuführen. Im klassischen Verständnis handelt es sich jedoch um eine möglichst genaue Anpassung an das umgebende Umfeld, wie einer der Gottesanbeterin oder den Streifen oder Punkten im Fell von Raubtieren.
Die systematische und militärische Verwendung von Tarnfarben in bewaffneten Konflikten der Menschheit ist eine Entwicklung des 20. Jahrhunderts und begann im Ersten Weltkrieg.

## Erster Weltkrieg

Deutsches Tarnfarbenmuster 1918

Die rapide technische Entwicklung während des Ersten Weltkrieges führte dazu, dass drei militärisch genutzte Technologien alle gegnerischen Kriegsparteien dazu brachten Tarnfarben zu verwenden. Dies war zum einen die Weiterentwicklung der Artillerie, die Einführung von Maschinengewehren und zum anderen die Neuentwicklung der Luftaufklärung und Fliegerei.
Die technischen Entwicklungen führten dazu, dass die eigenen Truppen nicht mehr durch bloße Truppenmassierung und Vorstoß in der Lage waren weitreichende Frontdurchbrüche zu bewirken, welche den Gegner zwangen seine eigenen Streitkräfte neu zu formieren und die gefestigten Stellungslinien entlang der gesamten Front aufzugeben.
Die Kriegsschiffe dieser Epoche wurden nicht mehr in auffälligen Farben, wie zuvor beispielsweise bei den deutschen Schiffen ein heller Weiß-Ton, gestrichen, sondern erhielten oberhalb der Rumpflinie einen grauen Farbton, welcher das Wasserfahrzeug weniger auffällig machen sollten. Speziell in Großbritannien setzte sich angesichts der Bedrohung durch deutsche U-Boote der Trend durch, Schiffe mit wilden Mustern zu bemalen, welche optische Täuschungen hervorriefen und den Betrachter verwirrten. Initiiert wurde dies durch einen britischen Künstler Norman Wilkinson, der zur Royal Navy eingezogen worden war und sich damit auseinandersetzte die optischen Geräte zur Entfernungsmessung so zu täuschen, dass ein genaues Zielen unmöglich wurde.
Einzelne Soldaten nutzten während des Ersten Weltkrieges die Möglichkeiten zur Tarnung ihres Gerätes mit Tarnfarbe, wie zum Beispiel ein Anstrich des deutschen Schutzhelms Modell 1916 bei den Sturmtruppen. Dies war jedoch keine durchgängig organisierte Praxis. Die deutschen Tarnfarben des Ersten Weltkrieges waren Sand, Grau, Grün und Braun. Dabei wurde die Verwendung der letzten drei genannten Farben im Juli 1918 offiziell gemacht. Auch der erste deutsche Panzerkampfwagen, der A7V, wurde mit solchen Farben versehen, wobei die Grundierung wohl in einem Sand oder Grau erfolgte und darauf die dunkleren Farben in unregelmäßigen Mustern gestrichen wurden.

## Zwischenkriegszeit

### Deutsches Reich
In Deutschland war nach dem Ende des Ersten Weltkrieges kein Geld für einen Neuanstrich der verbliebenen Waffen des Ersten Weltkrieges vorhanden. So wurden die Anstriche bis zur Einführung einer neuen Regelung im Jahr 1922 beibehalten. Auch danach wurden die Buntfarbenanstriche des Ersten Weltkriegs auf Gefechtsfahrzeugen beibehalten und neue Fahrzeuge und Geräte erhielten im oberen Bereich Anstriche in Taubengrau und Feldgrau und Fahrwerke und Schmutzfänger wurden in glänzendem Schwarz gestrichen.
Personenwagen und leichte Lastkraftwagen konnten allerdings auch in kommerziellen Farben Dunkelgrün, Dunkelblau und Dunkelgrau oder sogar in glänzend Dunkelbraun beschafft werden.
Im Jahr 1927 wurde vom Reichsausschuß für Lieferbedingungen (RAL) ein erster Farbkatalog von 40 Farben erstellt, welcher den Austausch von Käufern und Verkäufern vereinfachen sollte. Auch die in Deutschland verwendeten Tarnfarben sind seitdem als RAL-Farben definiert.
Im Jahr 1935 führte die neue Wehrmacht ein neues Tarnschema für alle größeren militärischen Ausrüstungsgegenstände und Fahrzeuge ein. Die neuen Farben waren 2/3 Dunkelgrau und 1/3 Dunkelbraun in wolkigem Auftrag oder als große Flecken. Da es gängige Praxis war Gerät und Fahrzeuge im Schatten von Gebäuden oder unter Bäumen zu parken, funktionierte diese Tarnung in dieser Zeit verhältnismäßig gut. Auch zeigte sich, dass Staub und Schlamm des jeweiligen Einsatzraum auf dem dunklen Fahrzeuganstrich einen großen Anpassungseffekt an die jeweilige Landschaft bewirkten.
Für kleineres Gerät im Feld, wie Gasmaskenbehälter, Funkgeräte, Helme wurde nun Feldgrau als Standardfarbe verwendet.

### Sowjetunion
In der Sowjetunion wurde bis in das Jahr 1938 auf Großgerät und Fahrzeugen eine Farbe verwendet die als Grün 3B bezeichnet wurde. Dabei handelte es sich um einen dunklen, olivgrünen Farbton. Dieser wurde dann durch einen neuen Farbton, Schützendes Grün 4BO, abgelöst der bis zum Ende des Zweiten Weltkrieges die Grundfarbe für sowjetisches Gerät bleiben sollte. Nach den Anweisungen des sowjetischen Oberkommandos war Schützendes Grün 4BO eine Mischung aus 40–60 % Ockergelb, 15–20 % Chromzink, 10 % Ultramarine und 10–20 % Weiß. Faktisch variierte diese Farbe schnell durch unterschiedliche Mischungen und die bekannten Effekte von Klima und Sonneneinstrahlung, so dass sowjetisches Gerät je nach Alter und Standort eine breitere Varianz an olivfarbenen Grundfarben aufwies.

### Vereinigte Staaten

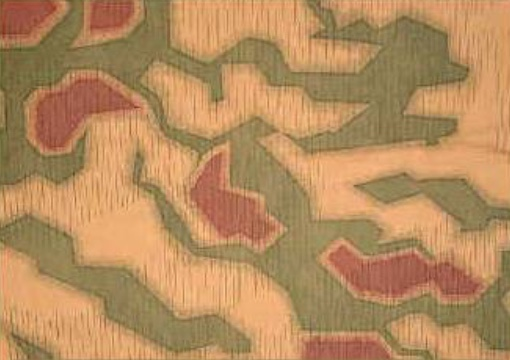
Deutsches „Sumpfmuster“ 1943

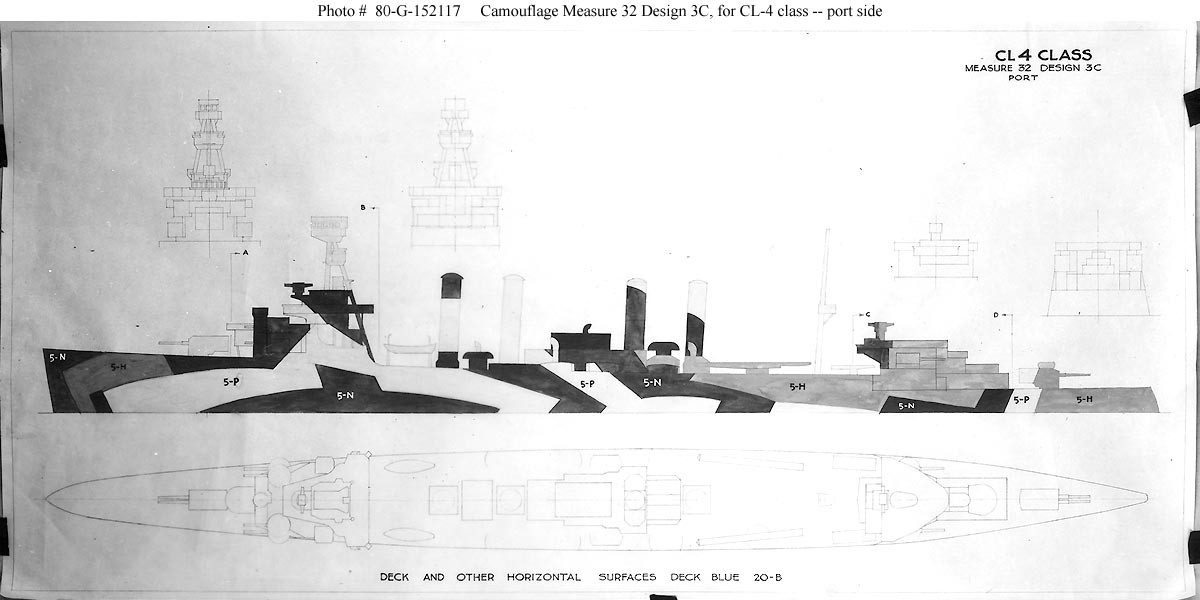
Tarnschema für Zerstörer

Die Streitkräfte der Vereinigten Staaten führten am 28. November 1919 die Specification No. 3-1 ein, bei der eine Palette von 24 Farben als Standardisierung ein. Diese Farben fanden bis zum Beginn des Zweiten Weltkriegs Verwendung. 

## Zweiter Weltkrieg

### Deutsches Reich
Entsprechend des RAL-Farbschema war bei der Wehrmacht zu Beginn des Zweiten Weltkrieges die Grundfarbe des größeren Gerät, der Geschütze und Fahrzeuge mit Dunkelgrau RAL 46 beschrieben. Später änderte sich die Nummer dieser Farbe in RAL 7021, teilweise wird diese Farbe heutzutage als Panzergrau bezeichnet. Die zweite Farbe der Vorkriegszeit, die teilweise noch auf dem Gerät zu finden war, das Dunkelbraun, hat die Bezeichnung RAL 8002 Signalbraun. Nach einigen Quellen kam bei Manövern gelegentlich ein Dunkelgrün als dritte Farbe zum Einsatz, dies ist jedoch nicht über eine Vorschrift oder Heeresmitteilung abgesichert. 
Per Heeresmitteilung Nr. 864 vom 31. Juli 1940 wurde angewiesen, dass die Wehrmachtsfahrzeuge und Gerät einfarbig in Dunkelgrau RAL 7021 zu halten sei. Diese Maßnahme wurde mit der Einsparung von Anstrichstoffen begründet.
Das Jahr 1943 brachte eine große Änderung, die Grundfarbe aller neu produzierten Fahrzeuge wurde nun Dunkelgelb. Zur Vereinheitlichung erfolgte die Standardisierung als RAL 7028. Ergänzt wurde diese Farbe mit den Farben RAL 6003 Olivgrün und RAL 8017 Schokoladenbraun. Vorhandenes Gerät wurde zumeist nicht vollständig neu getarnt, sondern oft wurde auf Dunkelgrau eine ergänzende Tarnung mit Dunkelgelb oder Olivgrün aufgebracht. Um den Transport der Farben zu erleichtern, wurden die Einheiten mit Farbpasten beliefert, mit denen die Soldaten das eigene Gerät tarnen konnten. Angesichts verschiedener Lösungsmittel, zum Beispiel Terpentin, Benzin oder Diesel, und auch verschiedener Auftragsmethoden, wie Sprühpistole und Pinsel, gab es unterschiedliche Effekte, welche die Wirkung der Farbtöne verändern konnten.
Die Luftüberlegenheit der Alliierten führte dazu, dass man das Thema Tarnung am 19. August 1944 nochmals aufgriff und die Fertigungsstätten anwies, Fahrzeuge auszuliefern, die bereits alle drei Standardtarnfarben aufgetragen hatten. Insbesondere bei gepanzerten Fahrzeugen wurde die Hinterhalt-Tarnung eingeführt, bei der die beiden dunklen Farben durch Dunkelgelb-Flecken aufgelockert und die gelben Farbflächen mit olivgrünen Flecken versehen waren. Dies sollte gewährleisten, dass die Fahrzeuge unter Laub schlechter zu entdecken waren.
Im Herbst 1944 war die Lage verzweifelt und die auf den Fahrzeugen grundsätzlich als Grundierung aufgetragene Rostschutzfarbe im Farbton Rotbraun RAL 8012 wurde zur Grundfarbe der Fahrzeuge bestimmt. Die alte Grundfarbe Dunkelgelb wurde dann für etwa die Hälfte des Fahrzeugs verwendet. Vermutlich im Wissen darum, dass dies keine wirkliche Tarnungslösung darstellte, wurde im November 1944 angewiesen, Fahrzeuge in Olivgrün RAL 6003 zu grundieren, wobei die ergänzenden Farben nun Dunkelgelb und Schokoladenbraun waren.
Ein Sonderfall ist die Farbgebung des Deutschen Afrika Korps (DAK). Nachdem die sehr spontan entsendeten ersten deutschen Verbände mit Gerät und Fahrzeugen in Dunkelgrau RAL 7021 auf dem afrikanischen Kontinent ankamen und hilfsweise eine Tarnung mit einem Schlamm aus lokalem Staub und Erdmaterial erhielten, wurde mit der Heeresmitteilung Nr. 281 am 17. März 1941 ein Grundanstrich mit der Farbe Gelbbraun RAL 8000 für Fahrzeuge in Nordafrika festgelegt. Für einen Tarneffekt wurde weiterhin die Farbe Graugrün RAL 7008 als ergänzende Farbe eingeführt.
Per 25. März 1942 wurde die Tarnung des DAK mit der Heeresmitteilung Nr. 315 auf eine Grundierung in Sandbraun RAL 8020 und als Ergänzung eine fleckige Tarnung mit RAL 7021 Dunkelgrau geändert. Angesichts der Versorgungslage in Nordafrika kamen aber auch durchaus auch erbeutete Farben zum Einsatz.

### Vereinigte Staaten
Weitere Farben wurden am 21. April 1943 mit der Änderung Specification No. 3-1F offiziell eingeführt, wodurch die Zahl der offiziellen Farben auf 72 anstieg. Diese Farben wurden für die Landfahrzeuge der US Army und die US Marine Corps bis zum Kriegsende verwendet. Am 28. September 1943 wurde für Flugzeuge der US Air Force und der US Navy die Army and Navy Aircraft (ANA) eine Farbpalette eingeführt.

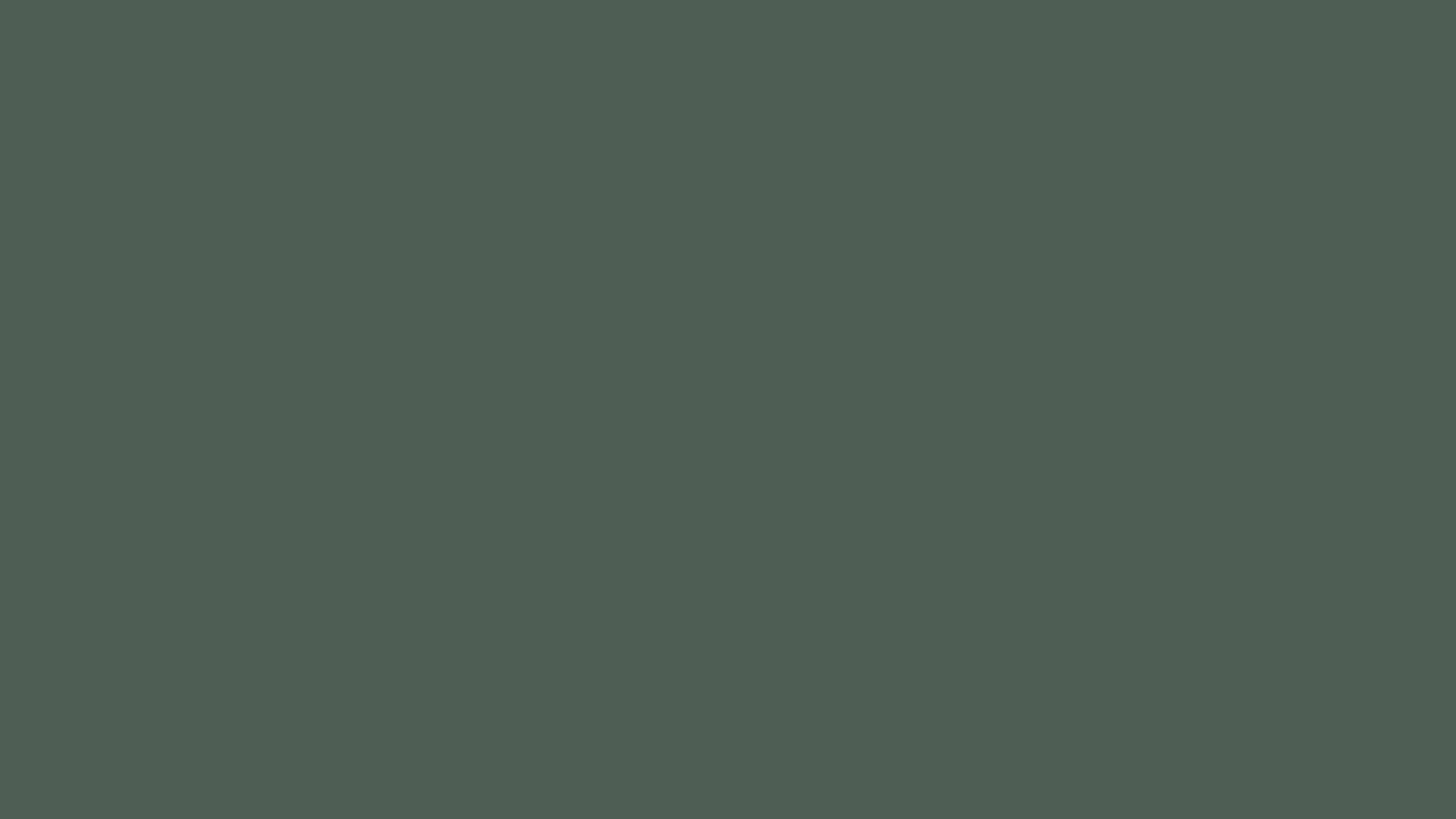
Feldgrau – Uniformfarbe der Wehrmacht

## Kalter Krieg

### Vereinigte Staaten
Die Army and Navy Aircraft (ANA) wurde am 12. Januar 1950 durch die Federal Specification TT-C-595 ersetzt, die über ein vierstelliges Codierungs-System verfügte. Schon am 1. März 1956 wurde die Vorschrift vom Federal Standard abgelöst, die auch die Bezeichnung FED-STD-595 trug. Nunmehr mit einem fünfstelligen Farb-Code arbeitend. 
Eine weitere Änderung erfolgte am 2. Januar 1968 mit der Einführung der FED-STD-595A. 

## Nach dem Ende des Kalten Krieges

Beispielhaftes US Tarnmuster